# Fagonia gypsophila
Fagonia gypsophila är en pockenholtsväxtart som beskrevs av Beier & Thulin. Fagonia gypsophila ingår i släktet Fagonia och familjen pockenholtsväxter. Inga underarter finns listade i Catalogue of Life.